# Monte Caminetto
Monte Caminetto, frazione del Comune di Sacrofano in provincia di Roma, è un insediamento a carattere prevalentemente residenziale e produttivo sorto intorno ai primi anni cinquanta, raggiungibile dalla Flaminia, percorrendo la Sacrofanese all'altezza della stazione di Sacrofano sulla ferrovia Roma-Civita Castellana-Viterbo.
Sorge a 130 metri sul livello del mare sulle pendici dell'omonimo monte, delimitato dal fosso della Torraccia, e dista 5,01 chilometri dal medesimo comune, del quale fanno parte anche le frazioni di Borgo Pineto (2,72 km), Guado Tufo (2,56 km), Petruscheto (0,90 km), Pineto (0,40 km), Santa Maria (1,24 km), Strada Romana Dritta (3,70 km).
Il nome del luogo si deve al piccolo monte già noto in epoca etrusca e poi in epoca romana.

## Storia
Il territorio di Monte Caminetto, già in epoca etrusca e poi romana, era conosciuto e apprezzato per la presenza di due grandi ville e una serie di fattorie. Il luogo era ritenuto strategico per il collegamento, attraverso la campagna, con la strada per Capena, a nord di Sacrofano.

### Altre informazioni
Attualmente vi risiedono 1197 abitanti. È zona dedita ad agriturismo, vivai e bed and breakfast. La vicinanza con la stessa stazione di Sacrofano della ferrovia Roma-Civita Castellana-Viterbo (ultima del tratto urbano) permette un facile e rapido raggiungimento della capitale in 20 minuti di treno.
In questa frazione si trova la Fraterna Domus, cioè una casa di accoglienza e un centro religioso, che comprende due chiese, la chiesa di Santa Maria madre dell'accoglienza e quella di Santa Rita.